# برودوكوتوريس دي ميوزيكا دي إسبانيا

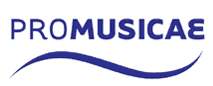

برودوكوتوريس دي ميوزيكا دي إسبانيا (بالإسبانية: Productores de Música de España)‏ هي منظمة تجارية إسبانية تقوم بمراقبة مبيعات 90 % من التسجيلات في إسبانيا. وهي تابعة للالاتحاد الدولي للصناعة الفونوغرافية، تم إنشاء المنظمة في سنة 1958، تعرض هذه المنظمة أفضل 100 أغنية وألبوم مبيعاً في إسبانيا.

## وصلات خارجية
- الموقع الرسمي